# Calycopis hosmeri
Calycopis hosmeri is een vlinder uit de familie van de Lycaenidae. De wetenschappelijke naam van de soort werd als Thecla hosmeri in 1906 gepubliceerd door Weeks.